# Département Haraze Mangueigne
Das Département Haraze Mangueigne ist ein Département im Südosten des Tschad. Es liegt im südöstlichen Teil der Provinz Salamat an der Grenze zur Zentralafrikanischen Republik. Die Hauptstadt ist Harazé; beim Zensus im Jahr 2009 hatte das Département 57.849 Einwohner.

## Verwaltungsuntergliederung
Das Département ist in 3 Unterpräfekturen unterteilt:
- Haraze Mangueigne
- Daha
- Mangueigne